# Rothenburg/O.L.
Rothenburg/O.L., Rothenburg/Oberlausitz (górnołuż. Rózbork, pol. hist. Rozbork lub Różbark) − miasto w niemieckim kraju związkowym Saksonia, w powiecie Görlitz na terenie Łużyc Górnych, siedziba wspólnoty administracyjnej Rothenburg/O.L. Rothenburg/O.L. leży w południowo-wschodniej części Saksonii na lewym brzegu Nysy Łużyckiej, bezpośrednio przy granicy z Polską. Miasto liczy 4499 mieszkańców (2019), a jego powierzchnia wynosi 72,29 km².

## Dzielnice miasta
- Bremenhain
- Geheege
- Lodenau
- Neusorge
- Nieder-Neundorf
- Steinbach
- Uhsmannsdorf

## Historia

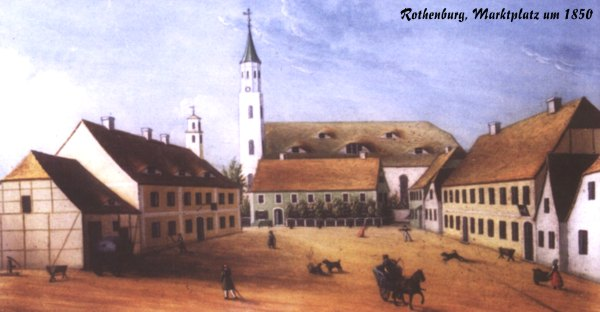
Rynek w Rozborku około 1850 roku

Najstarsza zachowana wzmianka o mieście pochodzi z 1268 roku. Od 1319 miasto leżało w granicach piastowskiego księstwa jaworskiego, jednego z polskich księstw dzielnicowych na Śląsku, by w kolejnych dekadach przejść do Czech, następnie w 1469 do Węgier i w 1490 ponownie do Czech, w których granicach pozostało do 1635. W 1489 i 1518 miały miejsce pożary miasta. W 1490 król czeski i królewicz polski Władysław II Jagiellończyk zezwolił na organizację cotygodniowych targów. W XVI-XVII w. powstały cechy m.in. krawców, szweców, piekarzy i rzeźników. W XVII w. regularnie wybuchały pożary, dodatkowo miasto ucierpiało wskutek najazdów, głodu i epidemii w czasie wojny trzydziestoletniej. Po wojnie osiedlali się tu imigranci ze Śląska. Wskutek pokoju praskiego w 1635 miasto przeszło do Elektorat Saksonii, w efekcie w latach 1697-1706 i 1709-1763 znajdowało się w granicach unijnego państwa polsko-saskiego. Od 1806 pod panowaniem Królestwa Saksonii, połączonego w latach 1807-1815 unią z Księstwem Warszawskim.
Po kongresie wiedeńskim w 1815 znalazło się w granicach rejencji legnickiej prowincji Śląsk w składzie Prus. W latach 1816-1947 miasto było stolicą powiatu Rothenburg (Oberlausitz) prowincji Śląsk (do 1919 i w latach 1938-1941) i Dolny Śląsk (1919-1938 i 1941–1945) oraz Saksonii (1945-1947). U schyłku II wojny światowej mieszkańców miasta ewakuowano przez zbliżającym się frontem wschodnim. 16 kwietnia 1945 w bitwie o Rothenburg, będącej częścią operacji łużyckiej, 2 Armia Wojska Polskiego odniosła zwycięstwo nad Niemcami. W ostatnich dniach II wojny światowej pod Rothenburgiem poległ polski szachista Marian Wójcik.
W latach 1949-1990 część NRD. Od 1990 w granicach odtworzonego Wolnego Kraju Saksonia oraz Republiki Federalnej Niemiec.

## Współpraca
Miejscowości partnerskie:
- Czerwieńsk, Polska
- Dransfeld, Dolna Saksonia
- Pieńsk, Polska
- Rotenburg (Wümme), Dolna Saksonia
- Rotenburg an der Fulda, Hesja
- Rothenburg, Szwajcaria
- Rothenburg – dzielnica Wettin-Löbejün, Saksonia-Anhalt
- Rothenburg ob der Tauber, Bawaria

## Galeria

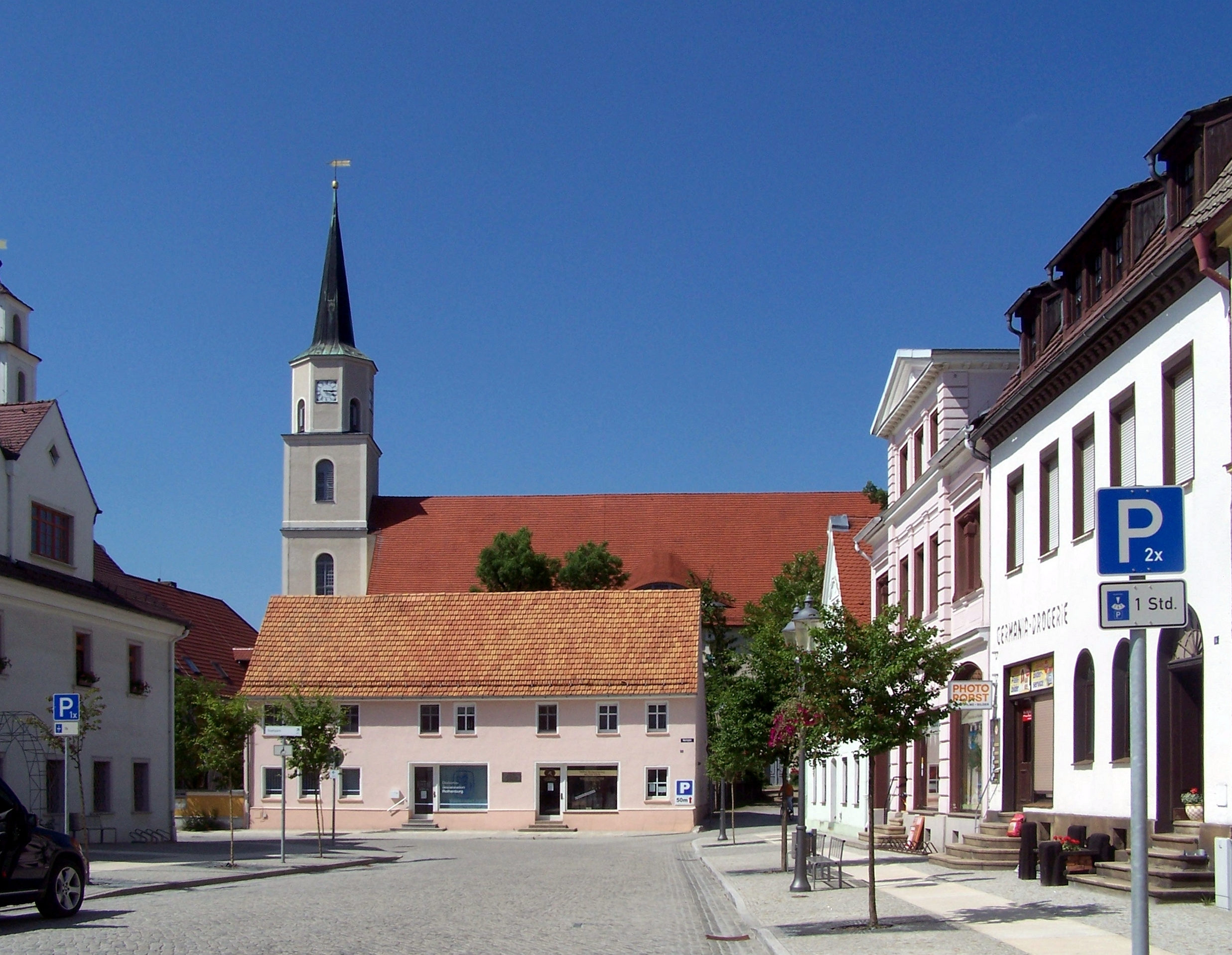
Rynek i kościół luterański
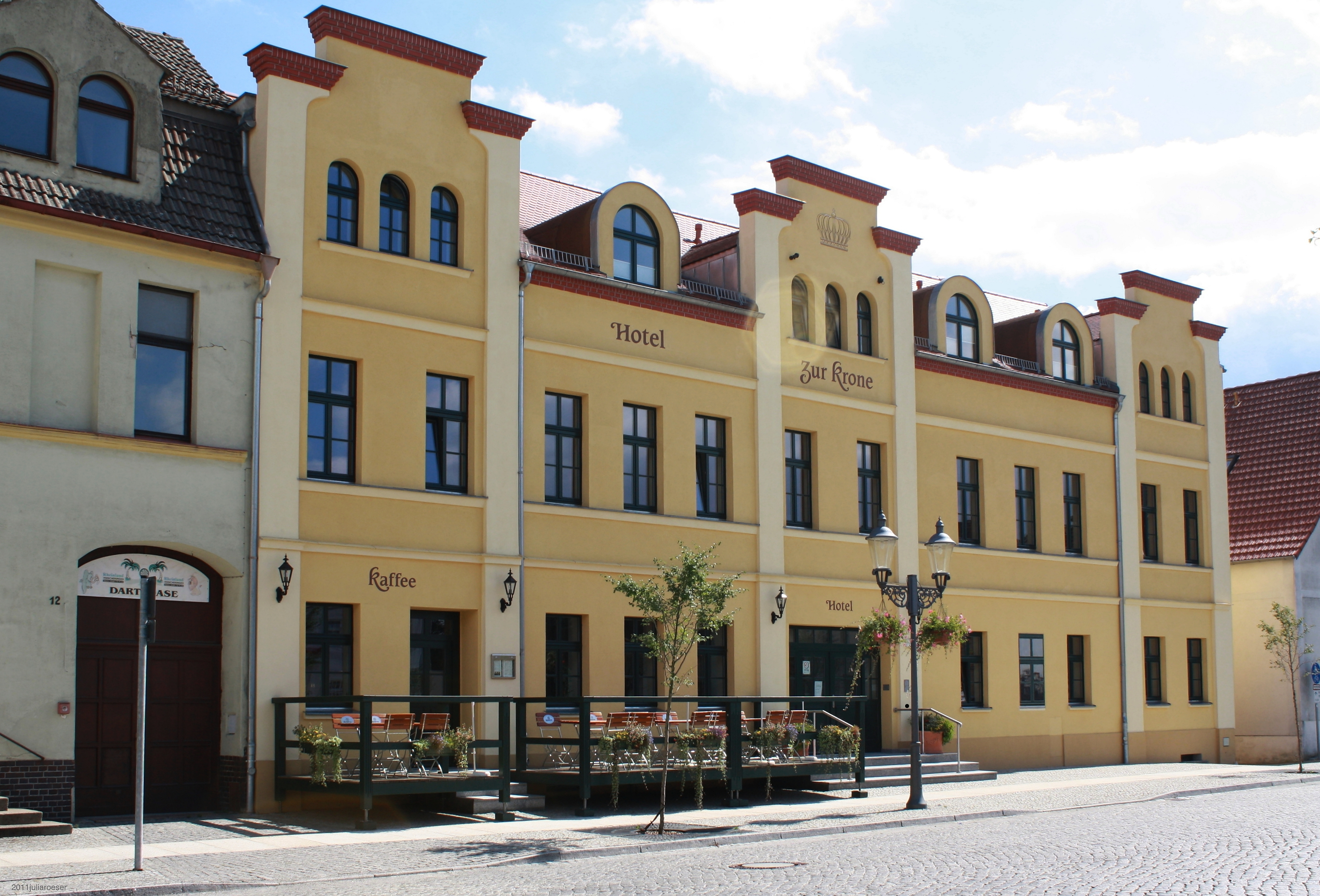
Hotel
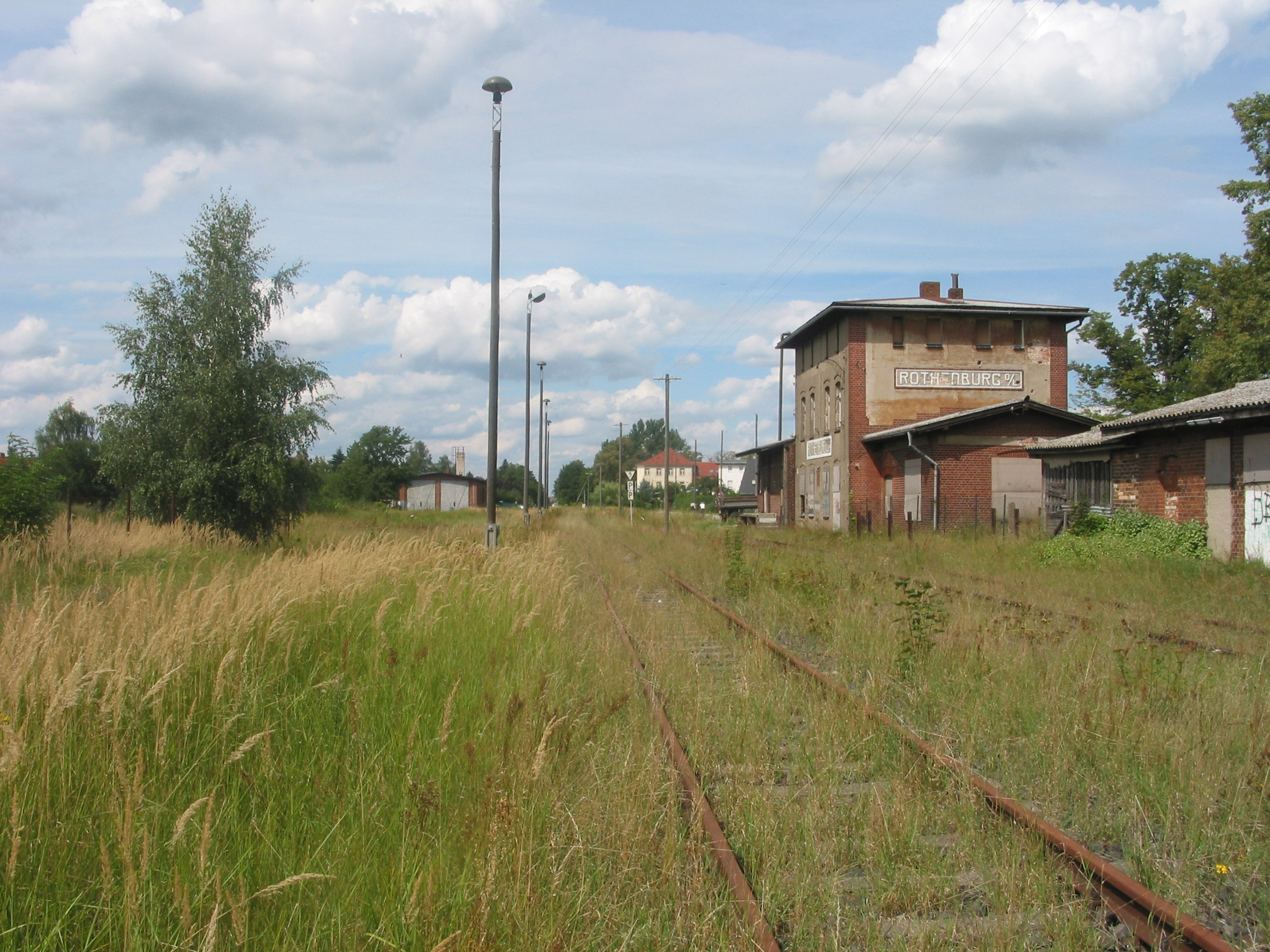
Dworzec kolejowy Rothenburg/O.L.
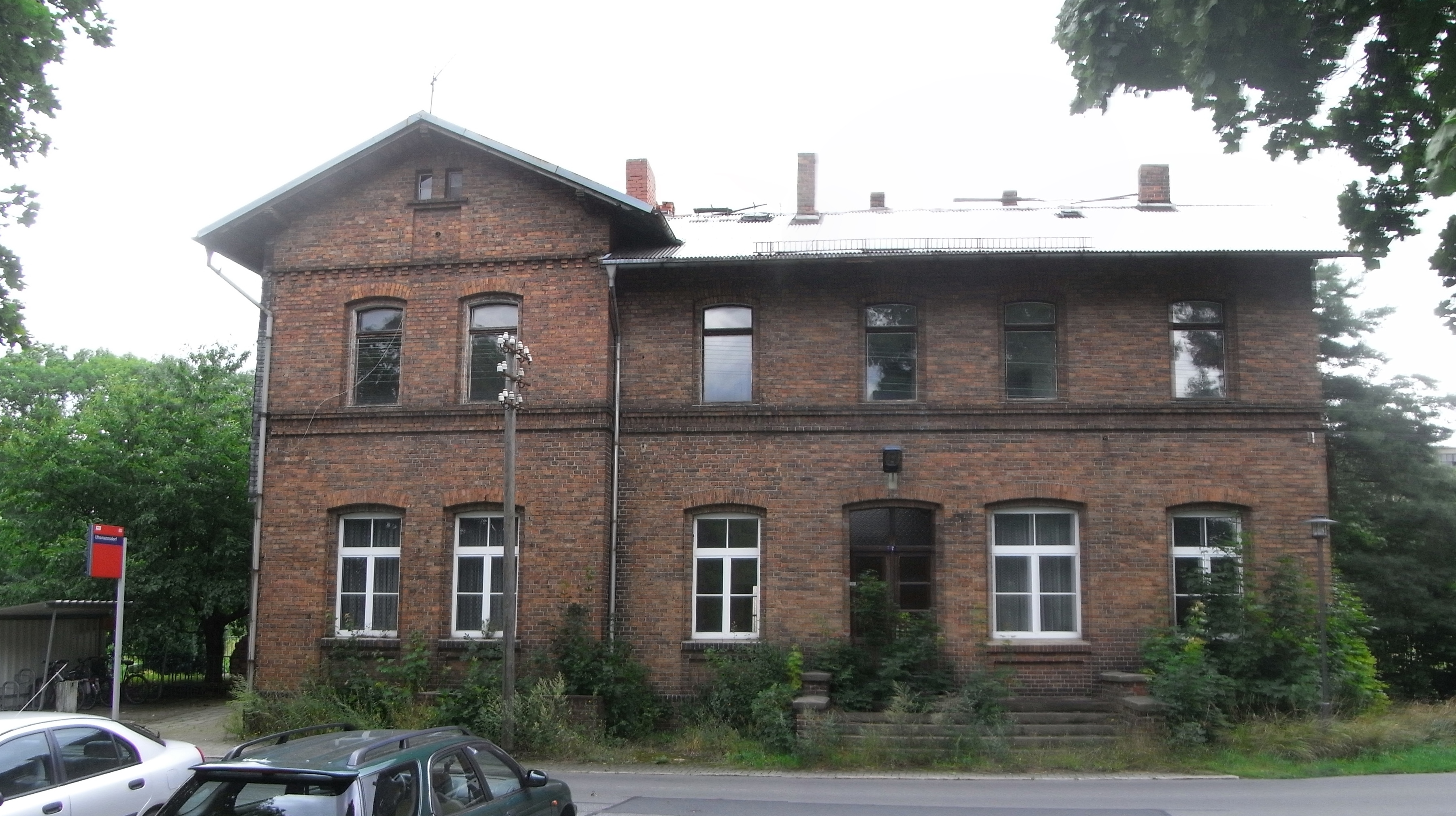
Dworzec kolejowy w Uhsmannsdorf
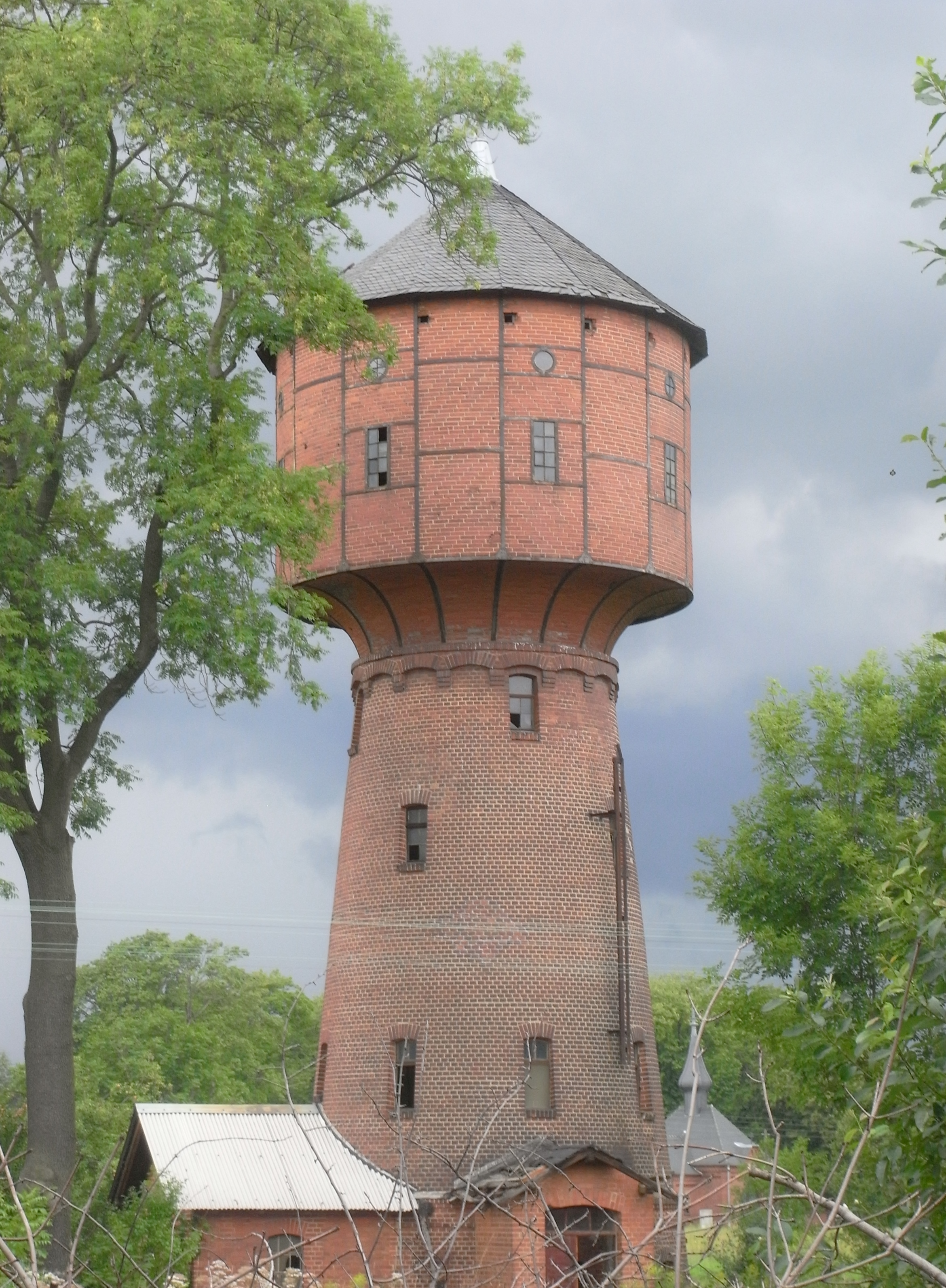
Kolejowa wieża ciśnień w Uhsmannsdorf
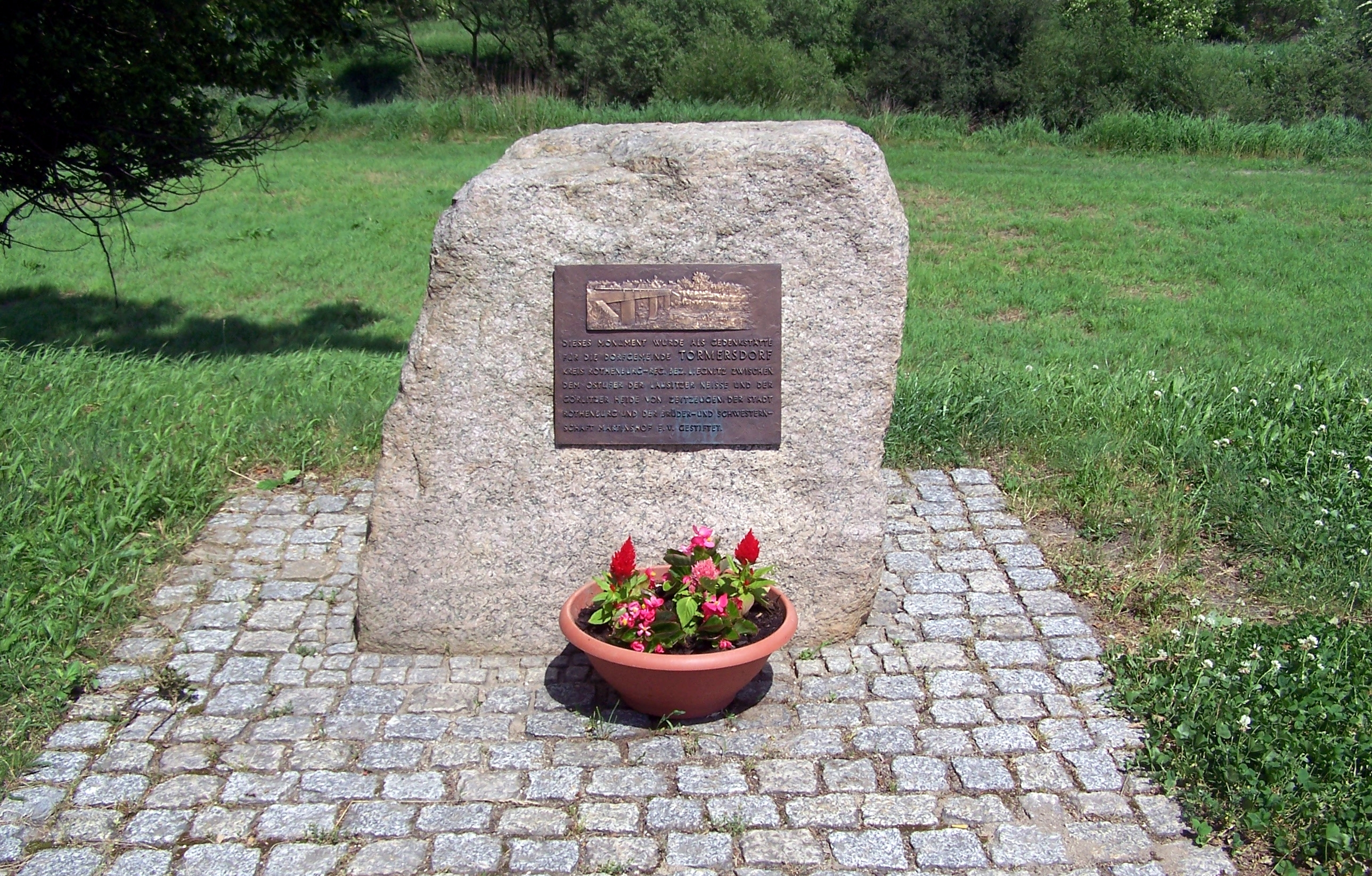
Pomnik pamięci nieistniejącej wsi Prędocice
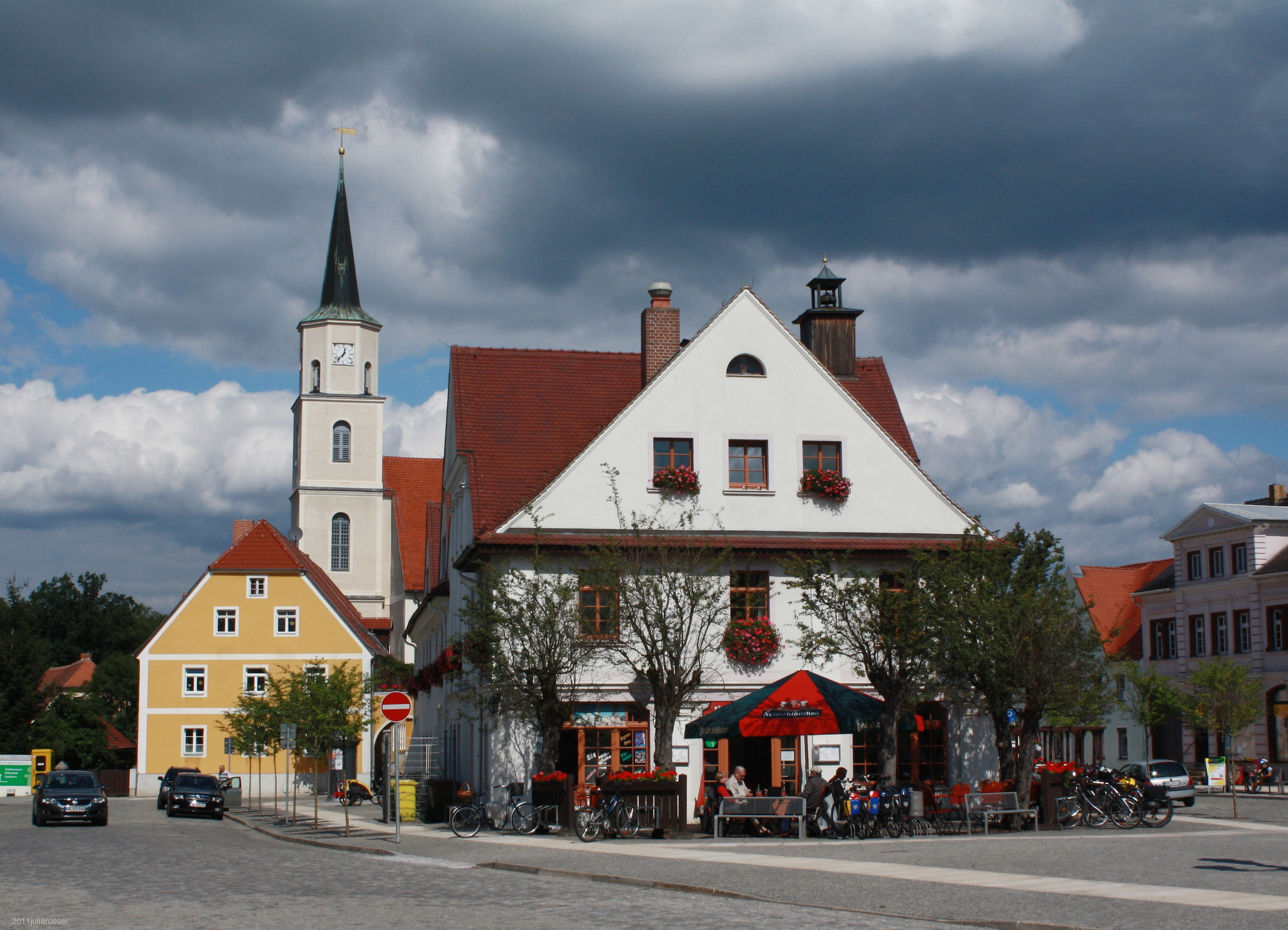
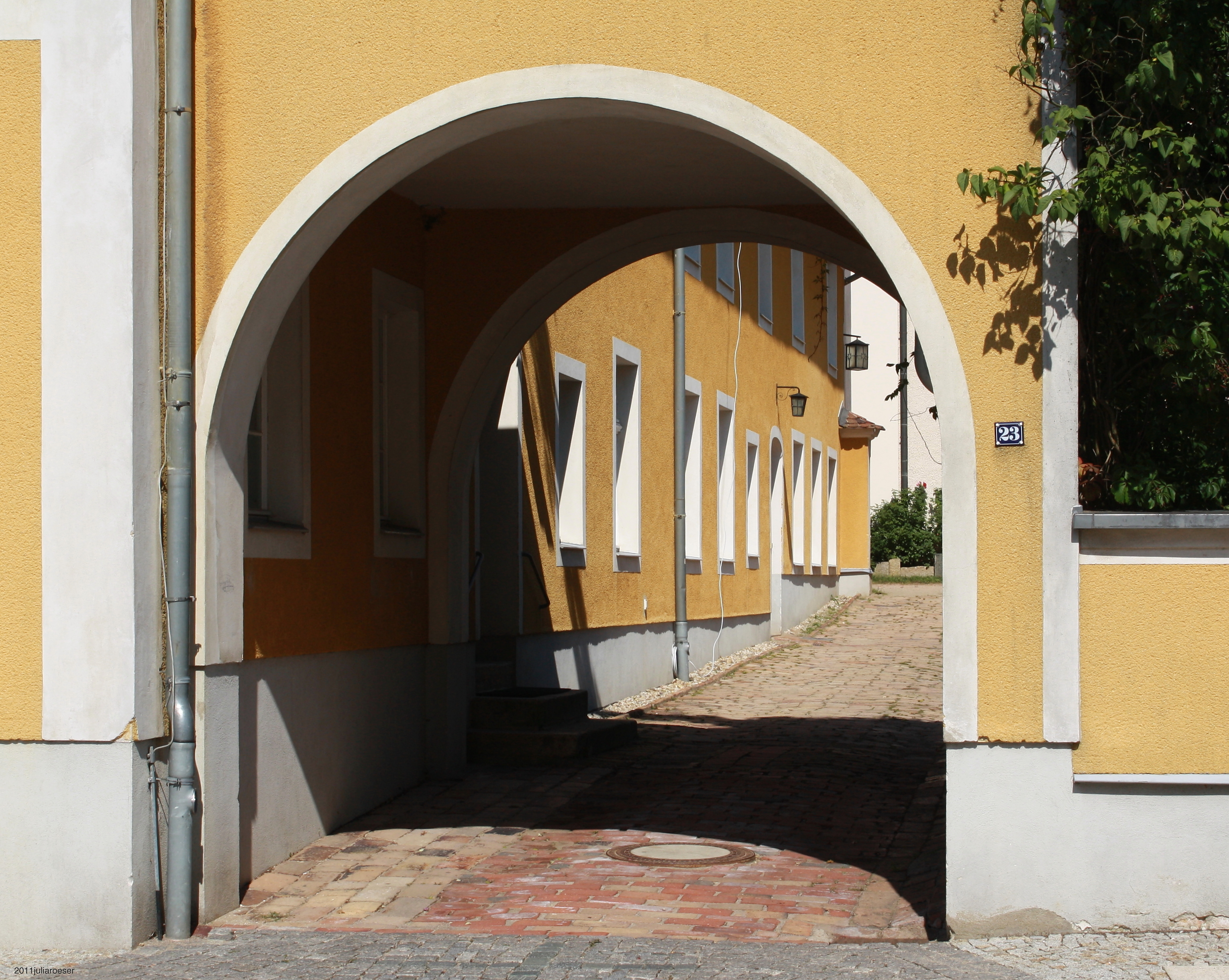